# Masters de Roma 2024
El Internazionali BNL d'Italia 2024 fue un torneo de tenis ATP Tour Masters 1000 en su rama masculinay WTA 1000 en la femenina,  que se disputó en el Foro Itálico de Roma (Italia). Fue el tercer Masters 1000 en polvo de ladrillo para el ATP Tour y el segundo WTA 1000 en polvo de ladrillo de la temporada para el WTA Tour. Se celebró del 8 al 19 de mayo de 2024.

## Puntos y premios en efectivo

### Distribución de puntos
| Evento                  | G    | F   | SF  | CF  | R16 | R32 | R64 | R128 | C  | C2 | C1 |
| Individuales masculinos | 1000 | 650 | 400 | 200 | 100 | 50  | 30  | 10   | 20 | 10 | 0  |
| Dobles masculinos       | 1000 | 600 | 360 | 180 | 90  | 0   | —   | —    | —  | —  | —  |
| Individuales femeninos  | 1000 | 650 | 390 | 215 | 120 | 65  | 35  | 10   | 30 | 20 | 2  |
| Dobles femeninos        | 1000 | 650 | 390 | 215 | 120 | 10  | —   | —    | —  | —  | —  |

### Premios en efectivo
| Evento                  | G         | F         | SF        | CF        | R16      | R32      | R64      | R128     | C2       | C1     |
| Individuales masculinos | 963 225 € | 512 260 € | 284 590 € | 161 995 € | 88 440 € | 51 665 € | 30 255 € | 20 360 € | 11 820 € | 6130 € |
| Individuales femeninos  | 699 690 € | 365 015 € | 192 405 € | 99 160 €  | 52 480 € | 30 435 € | 16 965 € | 10 495 € | 8030 €   | 4175 € |
| Dobles masculinos       | 391 680 € | 207 360 € | 111 360 € | 55 690 €  | 29 860 € | 16 320 € | —        | —        | —        | —      |
| Dobles femeninos        | 244 310 € | 129 320 € | 69 460 €  | 34 740 €  | 18 560 € | 10 180 € | —        | —        | —        | —      |

## Cabezas de serie
Los cabezas de serie se basaron en las clasificaciones ATP al 6 de mayo de 2024. Las clasificaciones y los puntos anteriores son al 6 de mayo de 2024.

### Individuales masculino
| N.º | Rank. | Tenista                 | Puntos | Puntos por defender | Puntos ganados | Nuevos puntos | Ronda hasta la que avanzó en el torneo             |
| 1   | 1     | Novak Djokovic          | 9990   | 180                 | 50             | 9860          | Tercera ronda, perdió ante Alejandro Tabilo [29]   |
| 2   | 4     | Daniil Medvédev         | 7195   | 1000                | 100            | 6295          | Cuarta ronda, perdió ante Tommy Paul [14]          |
| 3   | 5     | Alexander Zverev        | 5435   | 90                  | 1000           | 6345          | Campeón, venció a Nicolás Jarry [21]               |
| 4   | 6     | Andrey Rublev           | 4740   | 90                  | 50             | 4700          | Tercera ronda, perdió ante Alexandre Müller [Q]    |
| 5   | 7     | Casper Ruud             | 4535   | 360                 | 10             | 4185          | Segunda ronda, perdió ante Miomir Kecmanović       |
| 6   | 8     | Stefanos Tsitsipas      | 3860   | 360                 | 200            | 3700          | Cuartos de final, perdió ante Nicolás Jarry [21]   |
| 7   | 9     | Hubert Hurkacz          | 3730   | (45)                | 200            | 3885          | Cuartos de final, perdió ante Tommy Paul [14]      |
| 8   | 10    | Grigor Dimitrov         | 3605   | (90)                | 100            | 3615          | Cuarta ronda, perdió ante Taylor Fritz [11]        |
| 9   | 11    | Álex de Miñaur          | 3435   | (45)                | 100            | 3490          | Cuarta ronda, perdió ante Stefanos Tsitsipas [6]   |
| 10  | 12    | Holger Rune             | 3250   | 600                 | 50             | 2700          | Tercera ronda, perdió ante Sebastián Báez [17]     |
| 11  | 13    | Taylor Fritz            | 2870   | (45)                | 200            | 3025          | Cuartos de final, perdió ante Alexander Zverev [3] |
| 12  | 14    | Ben Shelton             | 2460   | 10                  | 50             | 2500          | Tercera ronda, perdió ante Zhizhen Zhang           |
| 13  | 15    | Ugo Humbert             | 2455   | (125)               | 0              | 2330          | Baja antes de la segunda ronda.                    |
| 14  | 16    | Tommy Paul              | 2300   | (45)                | 400            | 2655          | Semifinales, perdió ante Nicolás Jarry [21]        |
| 15  | 17    | Aleksandr Búblik        | 2055   | 45                  | 10             | 2020          | Segunda ronda, perdió ante Nuno Borges             |
| 16  | 18    | Karen Khachanov         | 2000   | 10                  | 100            | 2090          | Cuarta ronda, perdió ante Alejandro Tabilo [29]    |
| 17  | 19    | Sebastián Báez          | 1960   | (75)                | 100            | 1985          | Cuarta ronda, perdió ante Hubert Hurkacz [7]       |
| 18  | 20    | Félix Auger-Aliassime   | 1880   | 10                  | 50             | 1920          | Tercera ronda, perdió ante Álex de Miñaur [9]      |
| 19  | 21    | Adrian Mannarino        | 1875   | (20)                | 10             | 1865          | Segunda ronda, perdió ante Zhizhen Zhang           |
| 20  | 22    | Francisco Cerúndolo     | 1870   | 180                 | 50             | 1740          | Tercera ronda, perdió ante Karen Khachanov [16]    |
| 21  | 24    | Nicolás Jarry           | 1675   | (30)                | 650            | 2295          | Final, perdió ante Alexander Zverev [3]            |
| 22  | 25    | Frances Tiafoe          | 1650   | 45                  | 10             | 1615          | Segunda ronda, perdió ante Dominik Koepfer         |
| 23  | 26    | Tallon Griekspoor       | 1595   | 0                   | 10             | 1605          | Segunda ronda, perdió ante Francesco Passaro [Q]   |
| 24  | 27    | Sebastian Korda         | 1525   | 10                  | 50             | 1565          | Tercera ronda, perdió ante Taylor Fritz [11]       |
| 25  | 28    | Tomás Martín Etcheverry | 1460   | (100)               | 50             | 1410          | Tercera ronda, perdió ante Hubert Hurkacz [7]      |
| 26  | 29    | Lorenzo Musetti         | 1405   | 90                  | 10             | 1325          | Segunda ronda, se retiró ante Térence Atmane [Q]   |
| 27  | 30    | Cameron Norrie          | 1350   | 90                  | 50             | 1310          | Tercera ronda, perdió ante Stefanos Tsitsipas [6]  |
| 28  | 31    | Mariano Navone          | 1329   | 0                   | 10             | 1339          | Segunda ronda, perdió ante Luciano Darderi         |
| 29  | 32    | Alejandro Tabilo        | 1320   | (75)                | 400            | 1645          | Semifinales, perdió ante Alexander Zverev [3]      |
| 30  | 33    | Alejandro Davidovich    | 1315   | 45                  | 10             | 1280          | Segunda ronda, perdió ante Hamad Medjedovic [Q]    |
| 31  | 34    | Arthur Fils             | 1251   | 41                  | 10             | 1220          | Segunda ronda, perdió ante Alexandre Müller [Q]    |
| 32  | 35    | Jordan Thompson         | 1191   | (45)                | 10             | 1156          | Segunda ronda, perdió ante Thiago Monteiro [Q]     |

- Ranking del 6 de mayo de 2024.[3]

#### Bajas masculinas (cabezas de serie o sembrados)
| Clasif | Jugador        | Puntos Antes | Puntos a defender | Puntos ganados | Puntos después | Baja debido a           |
| ------ | -------------- | ------------ | ----------------- | -------------- | -------------- | ----------------------- |
| 2      | Jannik Sinner  | 8660         | 90                | 0              | 8570           | Lesión en la cadera.    |
| 3      | Carlos Alcaraz | 7345         | 45                | 0              | 7300           | Lesión en el antebrazo. |
| 23     | Jiří Lehečka   | 1695         | 10                | 0              | 1685           | Lesión en la espalda.   |

### Dobles masculino
| Tenistas                                 | Ranking | Preclasificado |
| Marcel Granollers Horacio Zeballos       | 2       | 1              |
| Rohan Bopanna Matthew Ebden              | 7       | 2              |
| Rajeev Ram Joe Salisbury                 | 11      | 3              |
| Austin Krajicek Neal Skupski             | 19      | 4              |
| Santiago González Édouard Roger-Vasselin | 23      | 5              |
| Kevin Krawietz Tim Puetz                 | 26      | 6              |
| Wesley Koolhof Nikola Mektić             | 32      | 7              |
| Hugo Nys Jan Zieliński                   | 33      | 8              |

### Individuales femenino
| N.º | Rank. | Tenista                  | Puntos | Puntos por defender | Puntos ganados | Nuevos puntos | Ronda hasta la que avanzó en el torneo               |
| 1   | 1     | Iga Świątek              | 10 910 | 215                 | 1000           | 11 695        | Campeona, venció a Aryna Sabalenka [2]               |
| 2   | 2     | Aryna Sabalenka          | 7498   | 10                  | 650            | 8138          | Final, perdió ante Iga Świątek [1]                   |
| 3   | 3     | Cori Gauff               | 7313   | 65                  | 390            | 7638          | Semifinale, perdió ante Iga Świątek [1]              |
| 4   | 4     | Elena Rybakina           | 6673   | 1000                | 0              | 5673          | Baja antes de la segunda ronda.                      |
| 5   | 8     | María Sákkari            | 3925   | 65                  | 120            | 3980          | Cuarta ronda, perdió ante Victoria Azarenka [24]     |
| 6   | 6     | Markéta Vondroušová      | 4090   | 120                 | 65             | 4035          | Tercera ronda, perdió ante Sorana Cîrstea [28]       |
| 7   | 7     | Qinwen Zheng             | 3945   | 215                 | 215            | 3945          | Cuartos de final, perdió ante Cori Gauff [3]         |
| 8   | 9     | Ons Jabeur               | 3748   | 10                  | 10             | 3748          | Segunda ronda, perdió ante Sofia Kenin               |
| 9   | 10    | Jeļena Ostapenko         | 3493   | 390                 | 215            | 3318          | Cuartos de final, perdió ante Aryna Sabalenka [2]    |
| 10  | 11    | Daria Kasatkina          | 3313   | 120                 | 65             | 3258          | Tercera ronda, perdió ante Naomi Osaka [PR]          |
| 11  | 12    | Jasmine Paolini          | 3048   | (120)               | 10             | 2898          | Segunda ronda, perdió ante Mayar Sherif              |
| 12  | 13    | Beatriz Haddad Maia      | 3035   | 215                 | 65             | 2885          | Tercera ronda, perdió ante Madison Keys [18]         |
| 13  | 15    | Danielle Collins         | 2759   | (1)                 | 390            | 3148          | Semifinales, perdió ante Aryna Sabalenka [2]         |
| 14  | 18    | Ekaterina Alexandrova    | 2450   | 10                  | 10             | 2450          | Segunda ronda, perdió ante Aliaksandra Sasnovich [Q] |
| 15  | 17    | Liudmila Samsonova       | 2495   | 65                  | 10             | 2440          | Segunda ronda, perdió ante Diana Shnaider            |
| 16  | 19    | Elina Svitolina          | 2400   | 10                  | 120            | 2510          | Cuarta ronda, perdió ante Aryna Sabalenka [2]        |
| 17  | 25    | Veronika Kudermetova     | 2003   | 120                 | 10             | 1623          | Segunda ronda, perdió ante Angelique Kerber [PR]     |
| 18  | 16    | Madison Keys             | 2688   | 65                  | 215            | 2838          | Cuartos de final, perdió ante Iga Świątek [1]        |
| 19  | 20    | Marta Kostyuk            | 2235   | 35                  | 10             | 2180          | Segunda ronda, perdió ante Naomi Osaka [PR]          |
| 20  | 21    | Anastasia Pavlyuchenkova | 2191   | 35                  | 10             | 2166          | Segunda ronda, perdió ante Sara Sorribes             |
| 21  | 22    | Emma Navarro             | 2143   | (85)                | 10             | 2068          | Segunda ronda, perdió ante Paula Badosa [PR]         |
| 22  | 23    | Caroline Garcia          | 2068   | 65                  | 65             | 2068          | Tercera ronda, perdió ante Danielle Collins [13]     |
| 23  | 26    | Anna Kalinskaya          | 1916   | 65                  | 65             | 1916          | Tercera ronda, perdió ante Elina Svitolina [16]      |
| 24  | 24    | Victoria Azarenka        | 2024   | 65                  | 215            | 2174          | Cuartos de final, perdió ante Danielle Collins [13]  |
| 25  | 27    | Barbora Krejčiková       | 1832   | 65                  | 0              | 1767          | Baja antes de la segunda ronda.                      |
| 26  | 28    | Katie Boulter            | 1742   | (48)                | 10             | 1704          | Segunda ronda, perdió ante Rebecca Šramková [Q]      |
| 27  | 30    | Elise Mertens            | 1684   | 10                  | 65             | 1739          | Tercera ronda, perdió ante Irina-Camelia Begu [PR]   |
| 28  | 32    | Sorana Cîrstea           | 1619   | 35                  | 120            | 1704          | Cuarta ronda, perdió ante Madison Keys [18]          |
| 29  | 29    | Linda Nosková            | 1684   | 35                  | 65             | 1714          | Tercera ronda, perdió ante Qinwen Zheng [7]          |
| 30  | 31    | Anhelina Kalinina        | 1666   | 650                 | 65             | 1081          | Tercera ronda, perdió ante María Sákkari [5]         |
| 31  | 35    | Sloane Stephens          | 1552   | 35                  | 10             | 1527          | Segunda ronda, perdió ante Yulia Putintseva          |
| 32  | 33    | Dayana Yastremska        | 1590   | (45)                | 65             | 1622          | Tercera ronda, perdió ante Aryna Sabalenka [2]       |

- Ranking del 6 de mayo de 2024.[7]

#### Bajas femeninas
| Rank. | Tenista          | Puntos antes | Puntos por defender | Puntos ganados | Puntos después | Motivo               |
| ----- | ---------------- | ------------ | ------------------- | -------------- | -------------- | -------------------- |
| 5     | Jessica Pegula   | 4655         | (105)               | 0              | 4550           | Molestias físicas.   |
| 14    | Karolína Muchová | 2930         | 120                 | 0              | 2810           | Lesión en la muñeca. |

### Dobles femenino
| Tenista                             | Ranking | Preclasificada |
| Su-wei Hsieh Elise Mertens          | 3       | 1              |
| Nicole Melichar Ellen Perez         | 14      | 2              |
| Coco Gauff Erin Routliffe           | 22      | 3              |
| Demi Schuurs Luisa Stefani          | 22      | 4              |
| Kateřina Siniaková Taylor Townsend  | 24      | 5              |
| Lyudmyla Kichenok Jeļena Ostapenko  | 37      | 6              |
| Barbora Krejčiková Laura Siegemund  | 38      | 7              |
| Caroline Dolehide Desirae Krawczyk  | 45      | 8              |
| Chan Hao-ching Veronika Kudermetova | 69      | 9              |

## Campeones

### Individual masculino
Alexander Zverev venció a  Nicolás Jarry por 6-4, 7-5

### Individual femenino
Iga Świątek venció a  Aryna Sabalenka por 6-2, 6-3

### Dobles masculino
Marcel Granollers /  Horacio Zeballos vencieron a  Marcelo Arévalo /  Mate Pavić por 6-2, 6-2

### Dobles femenino
Sara Errani /  Jasmine Paolini vencieron a  Coco Gauff /  Erin Routliffe por 6-3, 4-6, [10-8]